# قائمة كهوف نيوزيلندا
فيما يلي قائمة ببعض الكهوف الأكثر شهرة في نيوزيلندا.
لا تحمل جميع الكهوف اسمًا رسميًا كما حدده المجلس الجغرافي لنيوزيلندا. تحتفظ جمعية الكهوف الوطنية بخرائط لجميع الكهوف المعروفة التي تم مسحها ويتم تخصيص الاسم بشكل عام من قبل المجموعة التي اكتشفت الكهف لأول مرة.

## كهوف الجزيرة الشمالية
- العديد من أنابيب الحمم البركانية وكهوف الحمم البركانية في حقل أوكلاند البركاني، بما في ذلك:
  - كهوف رانجيتوتو
  - كهف ويري لافا
- منطقة وايتومو:
  - كهف أرانوي
  - غاردنر غوت
  - كهف رواكوري
  - كهف وايتومو

## كهوف الجزيرة الجنوبية
- كهف النهر المكسور
- كهوف الكاتدرائية
- تيار الكهف
- كهوف كليفدين للحجر الجيري
- كهف هوني كومب هيل
- كهف مترو/كهف تي أنانوي
- كهوف جبل آرثر:
  - نظام كهف حوض إليس
  - كهف نيتلبيد
- كهف مونكس
- كهوف جبل أوين:
  - كهف بوهيميا[1]
  - بولمر كافيرن
- كهف روحيتي
- عودة ريواكا
- كهوف تاكاكا:
  - هاروود هول
  - كهوف نجاروا
- كهوف تي أنا أو
  - كهف أورورا